# Daiyue (häradshuvudort i Kina, Shanxi Sheng, lat 39,52, long 112,82)
Daiyue (kinesiska: 岱岳, Tai-yüeh-chen, Tai-yüeh) är en häradshuvudort i Kina. Den ligger i provinsen Shanxi, i den norra delen av landet, omkring 180 kilometer norr om provinshuvudstaden Taiyuan. Antalet invånare är 238 885. Befolkningen består av 114 238 kvinnor och 124 647 män. Barn under 15 år utgör 17,0 %, vuxna 15-64 år 73 %, och äldre över 65 år 8,0 %.
Runt Daiyue är det ganska tätbefolkat, med 139 invånare per kvadratkilometer. Daiyue är det största samhället i trakten. Trakten runt Daiyue består i huvudsak av gräsmarker.
Genomsnittlig årsnederbörd är 633 millimeter. Den regnigaste månaden är juli, med i genomsnitt 184 mm nederbörd, och den torraste är januari, med 3 mm nederbörd.